# Museu Correr
El Museu Correr és el museu municipal de Venècia (Itàlia), situat en la plaça de Sant Marc, enfront de la basílica homònima, i ocupa parcialment i s'entra per l'Ala Napoleònica de les Procuratie Nuove, dissenyades per Vincenzo Scamozzi, edifici burocràtic que emmarca tres quarts de la plaça.
L'Ala Napoleònica va ser construïda després que els ocupants francesos saquegessin la petita església de Sant Gimigniano, que estava enfront de la basílica romana d'Orient de Sant Marc. El museu té un fons d'art, documents, objectes antics i mapes que reflecteixen la història i la vida quotidiana de Venècia al llarg dels segles. L'Ala Napoleònica té una sumptuosa decoració neoclàssica i alberga una notable col·lecció d'obres d'Antonio Canova.

## Història
El museu té els seus orígens amb les donacions de noble venecià Teodoro Correr, qui va morir el 1830. Amb el temps la col·lecció s'ha incrementat i el 1898 va ser necessari traslladar a l'exposició de la seu original al Palazzo Correr al Fondaco dei Turchi. En 1922 va prendre la transferència en ferm al seu lloc actual.